# Rubus ranftii
Rubus ranftii är en rosväxtart som beskrevs av Heinrich E. Weber. Rubus ranftii ingår i släktet rubusar, och familjen rosväxter. Inga underarter finns listade i Catalogue of Life.